# Лисий Нос

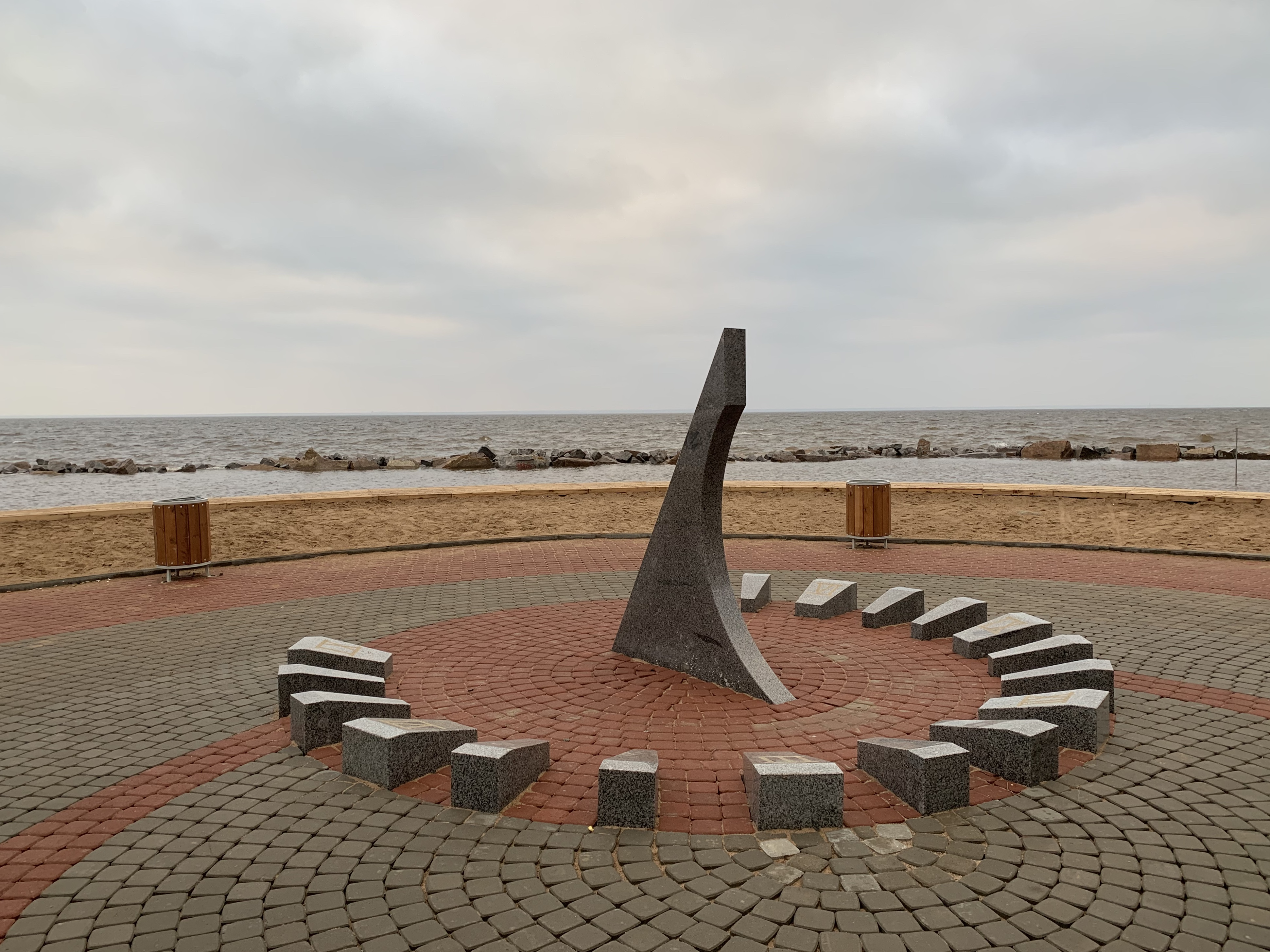
Пляж Морские Дубки

Ли́сий Нос (фин. Revonnenä) — посёлок в России на северном берегу Финского залива, внутригородское муниципальное образование в составе Приморского района города федерального значения Санкт-Петербурга.

## История

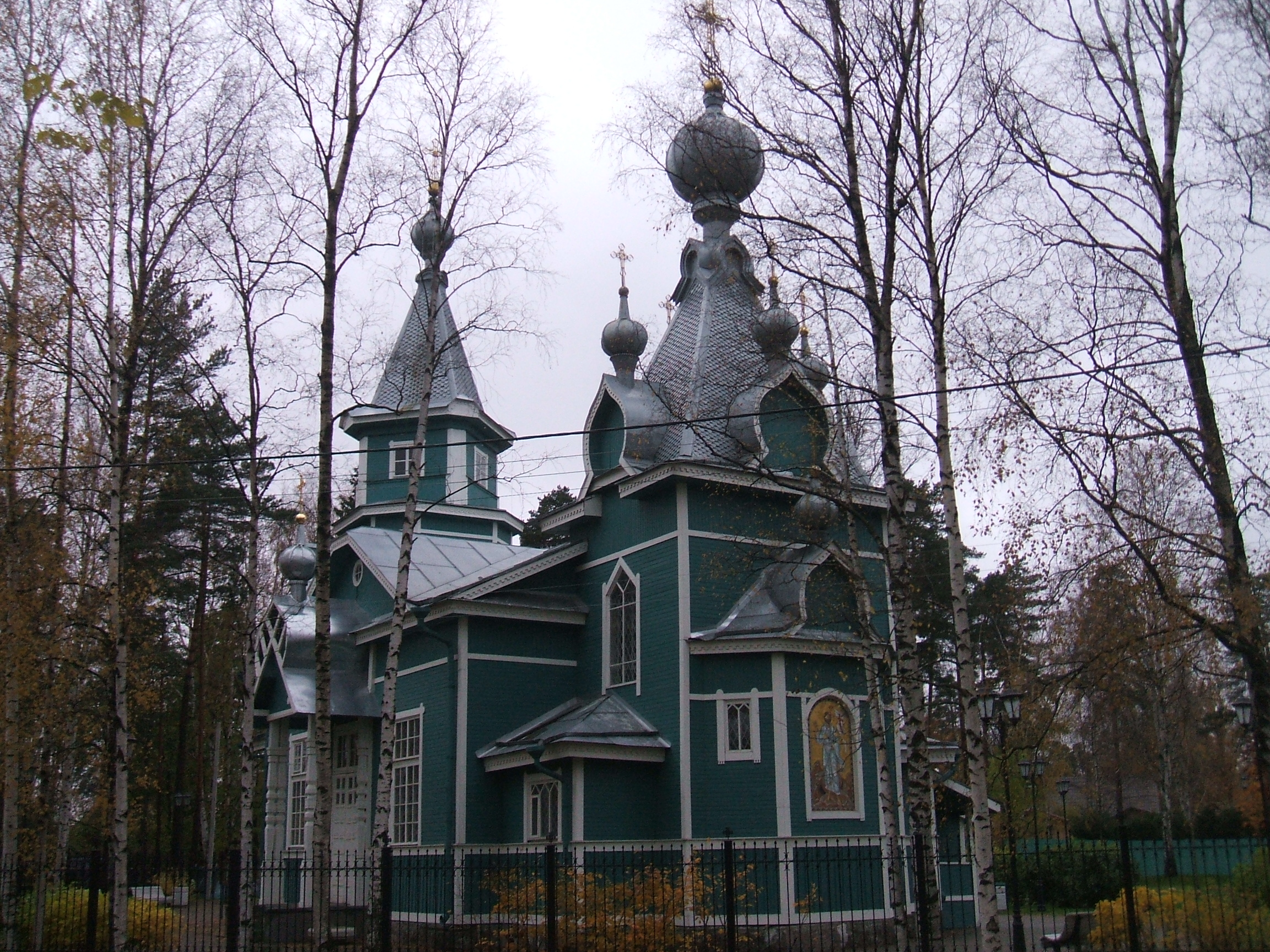
Князь-Владимирская церковь (Церковь во имя Святого Благоверного Князя Владимира)

Лисий Нос — название мыса в северной части Невской губы. В писцовой книге Водской пятины 1500 года упоминается «село Лисичье в Корине носу», относившееся к Воздвиженскому Корбосельскому погосту Ореховского уезда. По тем временам это было довольно крупное село — в нём насчитывалось 28 дворов. Также в этом описании упоминаются «деревня Варяперя на море в Корине» (2 двора) и «деревня Керино на море» (9 дворов). В 1617 году эта местность была захвачена Швецией и вернулась в состав России лишь в начале XVIII века.
При Петре I здесь так же, как в Лахте и Сестрорецке, была посажена дубовая роща («Средние Дубки»). В 1854 году (во время Крымской войны) на оконечности мыса были устроены гавань и редут из 11 орудий для защиты Санкт-Петербурга от английского флота. Тогда же здесь возникло небольшое поселение. После открытия в конце XIX века Приморской железной дороги Лисий Нос стал застраиваться дачами.
Частное землевладение на территории современного Лисьего Носа было начато в 1764 году, когда императрица Екатерина II пожаловала земли Лахтинской мызы графу Орлову. С 1 мая 1813 года мызой Лахта, в состав которой входил и Лисий Нос, руководила статская советница Яковлева. 5 октября 1844 года новым владельцем Лахтинского имения стал Александр Иванович Стенбок-Фермор. Род Стенбок-Ферморов владел этими землями вплоть до 1907 года.
Дачный посёлок образовался в 1905 году, когда Стенбок-Ферморы поделили земли вокруг Лахты на отдельные участки с намерением выгодно распродать их под дачи. Так возникли посёлки Ольгино (названо в честь жены А. В. Стенбок-Фермора Ольги Платоновны), Владимировка (в честь хозяина; центральная и прибрежная части современного посёлка Лисий Нос) и Александровская (в честь тогдашнего владельца Лахты Александра Владимировича).
Указом Президиума Верховного Совета РСФСР от 28 апреля 1948 года Лисий Нос получил статус рабочего посёлка. Указом Президиума Верховного Совета РСФСР от 21 марта 1950 года посёлок перешёл из состава Парголовского района Ленинградской области в подчинение Сестрорецкого райсовета Ленинграда. Указом Президиума Верховного Совета РСФСР от 9 апреля 1973 года Лисьеносовский поссовет был упразднён, посёлок стал подчиняться Сестрорецкому райсовету. Распоряжением мэра Петербурга № 196-р от 11 марта 1994 года посёлок вошёл в состав Приморского района.

## География
К северу от Лисьего Носа находятся Горская и Александровская — исторические районы города Сестрорецка.
Посёлок пересекает автодорога М10E 18.

## В культуре
Лисий Нос — конечная точка маршрута главного героя повести Даниила Хармса «Старуха». Герой выходит из поезда на этой станции, идёт в лесок, становится на колени и начинает молиться.

## Население
| 1862  | 2002  | 2010  | 2012  | 2013  | 2014  | 2015  |
| ----- | ----- | ----- | ----- | ----- | ----- | ----- |
| 304   | ↗2563 | ↗4759 | ↗4824 | ↗4833 | ↗4922 | ↗5032 |
| 2016  | 2017  | 2018  | 2019  | 2020  | 2021  | 2023  |
| ↘4854 | ↗4875 | ↘4851 | ↘4738 | ↘4663 | ↗6511 | ↘6491 |
| 2025  |       |       |       |       |       |       |
| ↗6596 |       |       |       |       |       |       |

## Климат
| Показатель              | Янв. | Фев. | Март | Апр. | Май  | Июнь | Июль | Авг. | Сен. | Окт. | Нояб. | Дек. | Год  |
| ----------------------- | ---- | ---- | ---- | ---- | ---- | ---- | ---- | ---- | ---- | ---- | ----- | ---- | ---- |
| Абсолютный максимум, °C | 0,4  | 0,3  | 1,7  | 19,5 | 27,0 | 29,3 | 30,8 | 29,3 | 26,1 | 14,4 | 7,2   | 4,9  | 30,8 |
| Средняя температура, °C | 0,0  | 0,0  | 0,1  | 2,1  | 11,8 | 17,5 | 20,1 | 18,2 | 12,3 | 6,0  | 1,4   | 0,2  | 7,5  |
| Абсолютный минимум, °C  | 0,0  | 0,0  | 0,0  | 0,0  | 0,2  | 7,3  | 10,5 | 1,9  | 2,9  | 0,0  | 0,0   | −0,1 | −0,1 |

## Известные уроженцы
- Ильин, Василий Петрович (1949—2015) — советский гандболист, чемпион Олимпийских игр (1976), заслуженный мастер спорта СССР (1976).